# Matthias Wißhofer

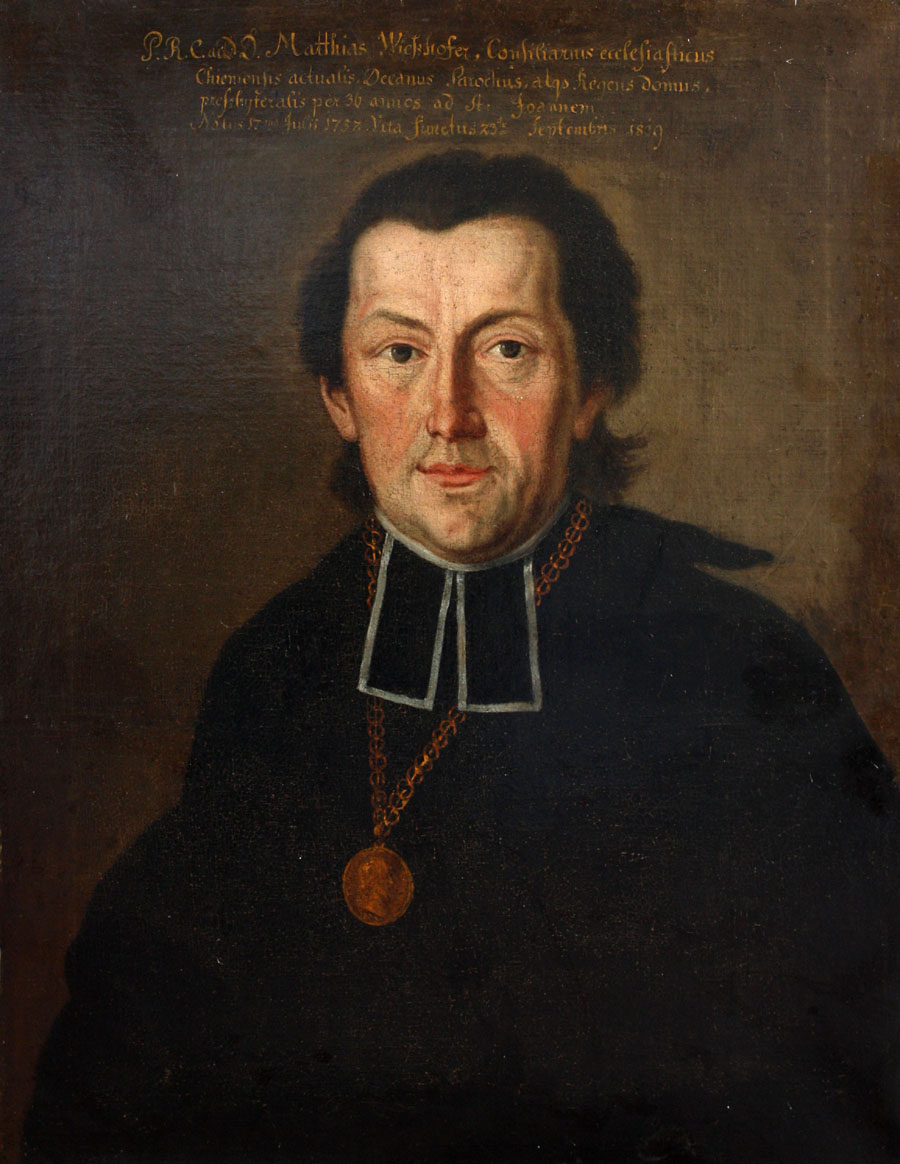
Matthias Wißhofer, Porträt von Maria Anna Moser

Matthias Wißhofer (auch Matthias Wieshofer, Matthias Wießhofer, Matthias Wishofer und Matthias Wisshofer; * 1752 in Kössen; † 23. September 1819 in St. Johann in Tirol) war ein österreichischer lokaler Freiheitskämpfer, wirklicher Geistlicher Rat, Dechant und Pfarrer zu St. Johann in Tirol (damals Diözese Chiemsee), erster Schulinspektor für das Tiroler Unterland, Erfinder der Elektrischen Flinte und Universalgelehrter, der sich unter anderem mit naturwissenschaftlichen Studien im Bereich der experimentellen Elektrizität und physikalisch-technischen Erkenntnissen beschäftigte sowie die Anliegen der Jugendlichen förderte.

## Herkunft, Ausbildung und kirchlicher Werdegang

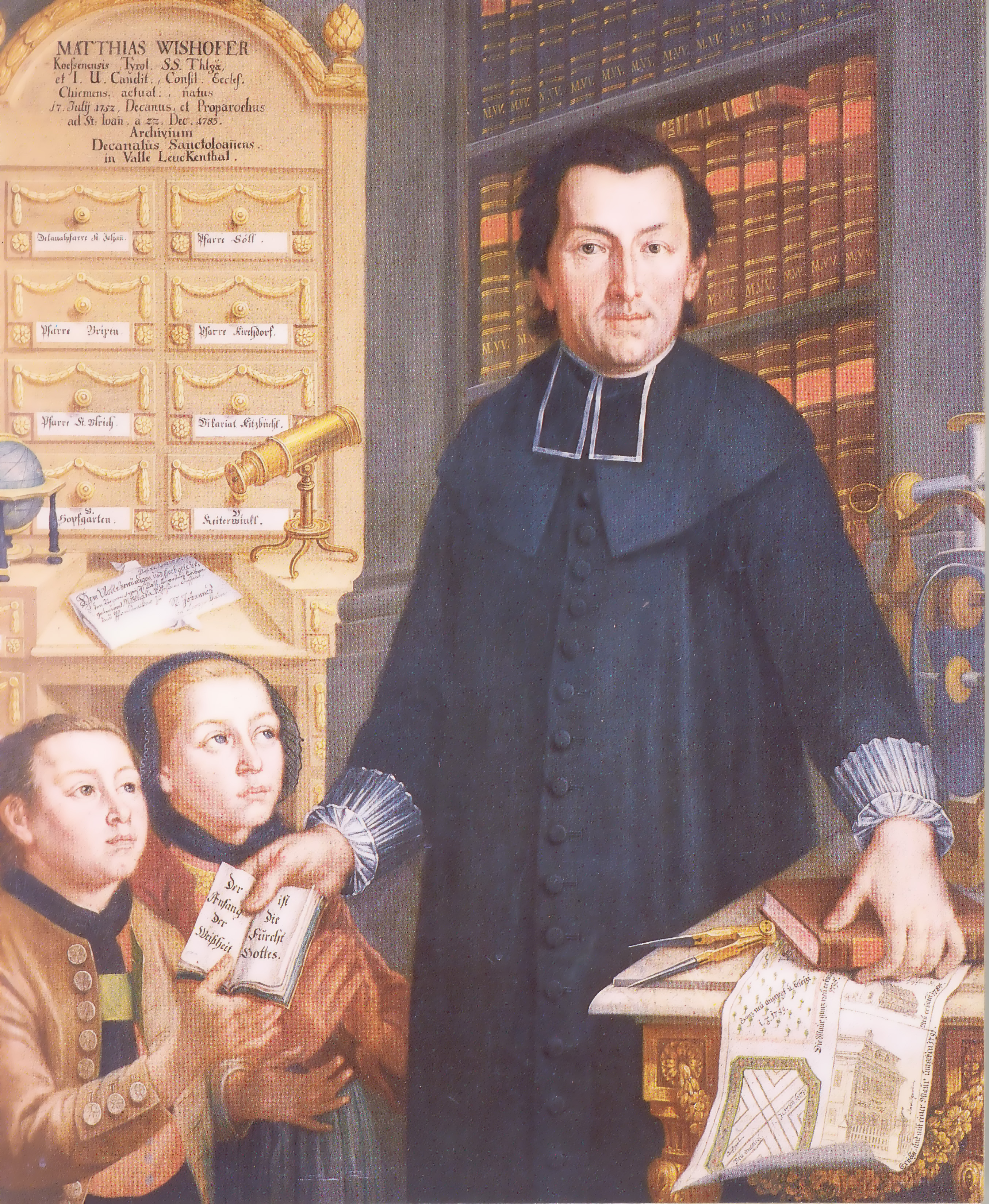
Matthias Wieshofer, Porträt von Joseph Schöpf im Dekanatspfarrhof St. Johann in Tirol

Geboren wurde Wißhofer in Kössen als eines von zwölf Kindern des Wagenschmieds Matthias Wisshofer. Als Seminarist an der Domus Gregoriana schloss er 1771 als Primus das Jesuitengymnasium München (heute: Wilhelmsgymnasium München) ab. Nach seinem Theologiestudium in Herrenchiemsee, München und Trient wurde er bei den Jesuiten in Freiburg im Breisgau in den alten Sprachen und Fremdsprachen ausgebildet. Als dortiger Ordensbruder seit 1772 ging er nach Aufhebung des Klosters 1773 unter anderem nach Salzburg, wo er unter Beteiligung von Siegmund Christoph von Waldburg-Zeil in der Loretokirche die Priesterweihe erhielt.
Neben seiner Tätigkeit ab 1781 als Koadjutor in Hopfgarten im Brixental war er k.u.k. Schulvisitator für Rattenberg, Kufstein und Kitzbühel und ab dem 23. Dezember 1783 als Dechant in St. Johann tätig.

## Widerstand und Opferbereitschaft
Im Zuge des Tiroler Freiheitskampfes kam es nach Überlieferungen am 11. Mai 1809 zu kämpferischen Auseinandersetzungen auf dem Pass Strub und als Reaktion auf die Verluste von Einheiten der bayerischen und französischen Truppen zur Verurteilung von Wißhofer durch General Wrede zum „Tode durch den Strang“ und die Begnadigung durch François-Joseph Lefebvre am 12. Mai 1809. Gnadenbittend hatte er dem Feldmarschall sein Leben angeboten, um das Leben der Widerständler zu retten und die Zerstörung von St. Johann zu verhindern.

## In der Dichtung
In dem Gedichtband Bilder und Sagen erschien im Wagner Commissionsverlag, Innsbruck 1889, ein von Bartolo Del Pero Wißhofer gewidmetes Gedicht auf „Decan Mathias Wieshofer“.

## Denkmal

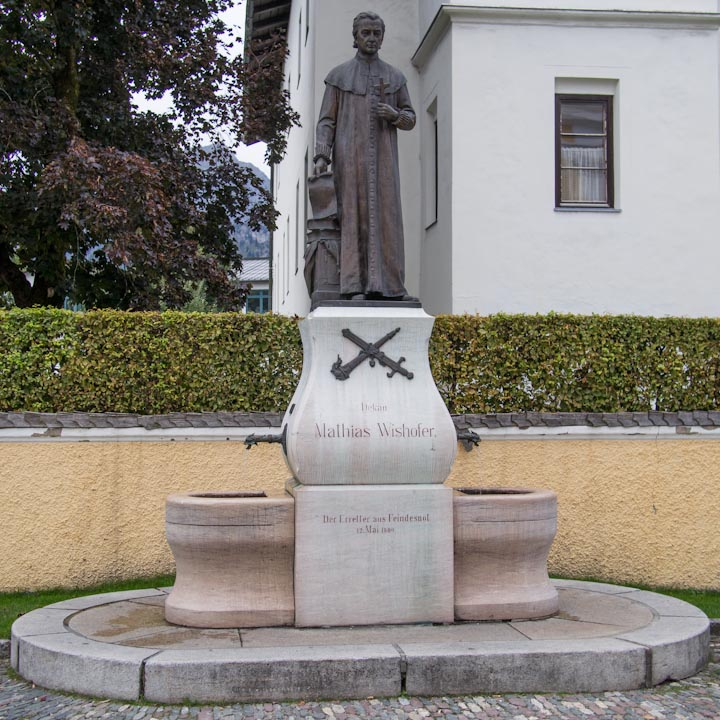
Denkmal für Matthias Wieshofer in St. Johann in Tirol

Zur Hundertjahrfeier des Tiroler Freiheitskampfes wurde 1908 ein Denkmal für Dechant Wieshofer auf dem St. Johanner Hauptplatz errichtet. Es wurde nach einem Entwurf von Norbert Pfretzschner in Bronze gegossen und steht auf einem als Zierbrunnen gestalteten Marmorsockel. Auf dem Sockel befindet sich der Schriftzug „Erretter aus Feindesnot“ sowie auf der abgerollten Schriftrolle der Figur seine Lebensdevise „Der Anfang der Weisheit ist die Furcht des Herrn“.